# Célula Mariano Sánchez Añón/Federação Anarquista Informal
A Célula Mariano Sánchez Añón/Federação Anarquista Informal, também chamada de Célula Insurrecionária Mariano Sánchez Añón e abreviada como CI-MSA/FAI foi uma guerrilha urbana descentralizada e milícia anarquista insurrecionária operante na Região Metropolitana do Vale do México. As principais ações do grupo incluíam ataques incendiários a instituições estatais (particularmente policiais) e privadas e até mesmo assassinatos.
A organização operou como célula da Federação Anarquista Informal/Frente Revolucionária Internacional no México, e foi parte das chamadas “guerrilhas negras” no país, em contraste às “guerrilhas vermelhas” marxistas como o Exército Popular Revolucionário.

## História
A CI-MSA surgiu durante o auge do anarquismo insurrecionário no México, durante o período de instabilidade política no final dos anos 2000 e começo dos anos 2010, época em que a Cidade do México assistia um renascimento dos ideais anarquistas anti-organizacionistas e do chamado anarco-terrorismo.
Ainda que membros individuais da CI-MSA tivessem realizado atentados desde o começo dos anos 2000 de forma anônima, a organização enquanto sigla teve sua primeira aparição pública em outubro e novembro de 2011. Em 13 de outubro, o grupo reivindicou o incêndio de cinco veículos da companhia de segurança privada Panamericana. Em 5 de Novembro, o grupo assumiu responsabilidade pelo incêndio de um carro forte, incluindo o dinheiro transportado em seu interior.
A organização já havia reivindicado o assassinato de policiais entre 2010 e 2011. Em 2012, o grupo se disse responsável pelo assassinato de uma patrulha da guarda municipal de Valle de Chalco Solidaridad, afirmando ter assassinado três guardas e negando o sequestro de um quarto. A CI-MSA foi uma das únicas guerrilhas urbanas anarquistas no México a incluir pessoas físicas em seus ataques, juntamente com os Individualistas que Tendem ao Selvagem antes destes romperem com o anarquismo. O grupo posteriormente realizou ações em colaboração com as Células Autônomas de Revolução Imediata Práxedis G. Guerrero e com células mexicanas da Conspiração das Células de Fogo.

## Ideologia
A CI-MSA/FAI fazia referências frequentes a Alfredo Bonanno, e assim como a Federação Anarquista Informal/Frente Revolucionária Internacional reivindicava o anarquismo insurrecional. Adicionalmente, a organização se vê como pós-esquerda, pós-marxista e individualista, e alguns de seus quadros defenderam o anarcoprimitivismo. A CI-MSA era profundamente crítica ao anarquismo social e a figuras anarquistas históricas como Nestor Makhno, bem como a organizações Indigenistas com inspirações socialistas-libertárias como o Exército Zapatista de Libertação Nacional.

## Ver Também
- Anarquismo insurrecionário
- Células Autônomas de Revolução Imediata Práxedis G. Guerrero
- Conspiração das Células de Fogo
- Núcleos Antagônicos da Nova Guerrilha Urbana